# Somerset Park
Het Somerset Park is een voetbalstadion met plaats voor 10.243 toeschouwers in de Schotse stad Ayr. Het is de thuisbasis van de voetbalclub Ayr United FC.